# Angyalok és démonok (film)
Az Angyalok és démonok (eredeti cím: Angels & Demons) 2009-ben bemutatott amerikai film, mely Dan Brown azonos című regényéből készült, Ron Howard rendezte. Az élőszereplős játékfilm producere Brian Grazer. A forgatókönyvet Dan Brown és Akiva Goldsman írta. A zenéjét Hans Zimmer szerezte. A főszerepekben Tom Hanks, Ewan McGregor, Ayelet Zurer és Stellan Skarsgård láthatóak. A mozifilm gyártói a Columbia Pictures, a Imagine Entertainment és a Sony Pictures Entertainment, forgalmazója a Columbia Pictures. Műfaja misztikus thriller film.
Amerikában 2009. május 15-én, Magyarországon 2009. május 13-án mutatták be a mozikban.

## Cselekmény
Gyászol a Vatikán és a világ, elhunyt a pápa. A sede vacante alatt a camerlengo, Patrick McKenna (Ewan McGregor) gyakorolja a pápai hatalmat. Hamarosan kezdetét venné a konklávé, ám elrabolják a négy preferítót (a pápai székre legesélyesebb bíborosokat) a Vatikánból. Ezzel egy időben a svájci CERN kutatóközpontban soha nem látott mennyiségű antianyagot állítanak elő tudósok, de ismeretlenek ellopják az egyik kapszulát és megölik a projekt vezetőjét. Kolléganője, dr. Vittoria Vetra (Ayelet Zurer) a Vatikánba utazik, mert a két eset összefügg egymással: egy ismeretlen azzal fenyeget, hogy este 8 órai kezdettel óránként kivégez egyet az elrabolt bíborosok közül, majd éjfélkor felrobbantja a bombát (ami maga az antianyag, ami – ha a bezáró kapszula telepei lemerülnek – kiszabadulva az anyaggal annihilálódik, az így hirtelen felszabaduló rengeteg energia kataklizmát idéz elő, és megsemmisíti az egész Vatikánt és Rómát is). Ennek ellenére a bíborosok a konklávé megtartása mellett döntenek, Strauss bíboros (Armin Mueller-Stahl) vezetésével bezárkóznak a Sixtus-kápolna épületébe.
A Vatikán képviselője felkeresi dr. Robert Langdont (Tom Hanks), a jeles harvardi szimbólumkutatót Amerikában, mert egy üzenetből arra következtettek, hogy az egész bűntény mögött az illuminátusok állhatnak. Langdonnak rossz a viszonya az egyházzal, mivel könyveiben és előadásaiban általában nyíltan fogalmaz velük szemben, és ennek folyományaként többször is elutasították a kérelmét, hogy a vatikáni levéltárban kutasson, ahova az éppen készülő könyvének befejezése végett szeretett volna bejutni. Langdon meglepődve és kissé vonakodva elfogadja a felkérést, és Rómába megy. Találkozik a helyi rendőrkapitánnyal, Olivettivel (Pierfrancisco Favino), valamint a Svájci Gárda parancsnokával, Richterrel (Stellan Skarsgård). Különféle jelekből arra következtet, hogy az egész ügy mögött valóban szimbólumok állnak, de ennek megfejtéséhez levéltári anyagok kellenek. Feszült viszonyuk miatt első reakcióként nem akarják beengedni, de engedélyt kap a camerlengótól, hogy átnézhesse a levéltárat, hogy a szimbolika alapján megtalálják a bíborosokat, akiket elrablóik négy római templomban szándékoznak kivégezni. Az utat a négy ősi elemnek (föld, levegő, tűz és víz) állított szobrok jelzik.
Az első helyszín a Pantheon, ám kiderül, hogy rossz helyre mentek, és már csak nyolc óra után érkeznek meg a tényleges helyre, ahol megtalálják az első kivégzett bíborost, félig elásva, mellkasán a beégetett „Föld” felirattal. A térkép alapján rájönnek, hogy a Szent Péter-bazilika előtti téren fog meghalni a második bíboros. Kilenc után rá is bukkannak egy szobor tövében. Tüdejét átszúrták, mellkasán a „Levegő” felirat. Miután értesítik a camerlengót, kettéválnak: Langdon a nyomok alapján, amiket a levéltárból szed össze (ekkor csapdába esnek, mert lekapcsolják az áramot, és az oxigénhiány miatt majdnem megfulladnak, végül sikerül kijutniuk), az újabb templom felé veszi az irányt, ahol tíz órakor a harmadik bíboros is életét fogja veszteni, míg Vetra doktor és a camerlengo kiderítik, hogy a pápát gyógyszere túladagolásával valójában meggyilkolták. Richter megemlíti Langdonnak, hogy az elhunyt Szentatya az utóbbi időkben hirtelen rosszullétekkel küzdött, ezért Richter „néhány speciális biztonsági intézkedést” foganatosított, de nem pontosítja, mire gondolt. Eközben egyre több jel utal arra, hogy Richter titkol valamit. Egyedül megy be a camerlengóhoz, és bezárja az ajtót.
Ezalatt Langdonék a harmadik templomban óriási tüzet találnak, ami fölött ott lóg a harmadik bíboros: mellkasán a „Tűz” olvasható. A rendőrök megpróbálják kiszabadítani őt, ám az elkeseredett próbálkozásban nem veszik észre a merénylőt (Nikolaj Lie Kaas), aki sorban megöli a rendőröket (köztük Olivettit is), miközben a bíboros halálra ég. Langdon csak a csatornába bújva menekül meg. Kiszabadulása után a rendőrök kíséretében rábukkan a merénylőre, aki tizenegy órakor az utolsó bíborost a tér közepén álló díszkútba löki (egy nehéz szerkezethez kötözve, mellén a „Víz” felirattal), megöl két rendőrt, majd elhajt. Langdon kétségbeesve próbálja kimenteni, de nem bírja egyedül. Az utolsó pillanatban az utcán sétáló emberek segítségével a negyedik, Baggia bíboros megmenekül. Miután megtudja tőle, hogy a merénylő az Angyalvárban tartotta fogva őket, Langdon Vetrával és egy kommandós osztaggal odasiet. Elválnak a kommandósoktól, majd szembetalálják magukat a merénylővel, aki életben hagyja őket, és miután megbizonyosodik arról, hogy az akciójáért járó pénzt átutalták, a megbízója által megadott helyszínre megy, ahol egy autóba szerelt bomba végez vele.
Vetra és Langdon visszasietnek a Vatikánba, épp időben, hogy tanúi legyenek, amint Richter látszólag végezni készül a camerlengóval (akinek a mellére a Szent Péter-kereszt van sütve). A biztonságiak lelövik Richtert, aki utolsó mozdulatával egy kulcsot ad át Langdonnak, ami a pápai lakosztály kamerarendszerének számítógépéhez (Richter saját gépéhez) vezet. (Ennek a videorendszernek a kiépítése volt a speciális biztonsági intézkedés, amire korábban utalt, de – mivel nem bízott senkiben – a pápán kívül csak ő tudott ennek létezéséről.) A helyszínre érkező Simeon atya is letámadja a camerlengót, de őt is agyonlövik. A föld alatt megtalálják a bombát, ám Vetra rájön, hogy a hűvös környezet miatt a telep gyorsabban merül le, mint számította, ezért nincs már elég idejük arra, hogy kicseréljék a kapszula telepeit, amivel az antianyag kiszabadulása megelőzhető lett volna. A camerlengo elveszi tőle a kapszulát, és a bazilika elé siet, ahol a bíborosok kimenekítésére érkezett helikopterbe ülve (korábban pilóta volt) felszáll a magasba, ahol a bomba felrobban, de a magasság miatt csak kisebb károkat okoz, és nem hal meg senki. A camerlengo túléli, mert időben kiugrott a gépből ejtőernyővel, de a lökéshullám hatására az ejtőernyője részben összecsavarodik, a zuhanáskor megsérül, és egy időre elveszíti az eszméletét. Amikor magához tér, ismét a konklávéba megy.
Noha a camerlengo a szavazásos módszerrel jogilag nem lenne pápává választható, ennek a „csodának” a hírére a konklávé acclamatio által pápának kívánja választani őt, mivel sokan úgy gondolják, hogy megmentette a várost és az egész egyházat. Ám eközben Langdonék hozzáférnek a kulcs segítségével a felvételekhez. Kiderül, hogy Patrick áll az egész merénylet hátterében, és erre jött rá Richter, valamint Simeon atya is. Patrick saját mellére égette a keresztet, majd az őrök érkezésekor lelövette Richtert és Simeont. A felvételeket megmutatják Strauss bíborosnak, aki visszasiet a konklávéba és tájékoztatja a többi pápaválasztót. A camerlengo a bíborosok hirtelen hangulatváltozásából rájön, hogy lebukott, és  menekülni próbál, de a biztonságiak sarokba szorítják. Ekkor öngyilkosságot követ el: mécsesolajat önt magára és felgyújtja magát.
A nyilvánosság számára úgy tüntetik fel az ügyet, hogy a camerlengo a zuhanáskori sérüléseibe halt bele, majd sor kerül az új pápa megválasztására: a díszkútból kimentett Baggia bíboros lesz a Szentatya. Strauss bíboros átadja Langdonnak az iratokat, amelyek fontosak ahhoz, hogy befejezze a könyvét, kéri, hogy végrendeletében juttassa majd vissza egyszer őket, és megköszöni, amit az Egyházért tett.

## Szereplők
| Szereplő                   | Színész              | Magyar hang     |
| -------------------------- | -------------------- | --------------- |
| Dr. Robert Langdon         | Tom Hanks            | Kőszegi Ákos    |
| Camerlengo Patrick McKenna | Ewan McGregor        | Anger Zsolt     |
| Dr. Vittoria Vetra         | Ayelet Zurer         | Tóth Enikő      |
| Richter parancsnok         | Stellan Skarsgård    | Ujréti László   |
| Ernesto Olivetti           | Pierfrancesco Favino | Láng Balázs     |
| Mr. Gray / Merénylő        | Nikolaj Lie Kaas     | Rajkai Zoltán   |
| Chartrand                  | Thure Lindhardt      | Bolba Tamás     |
| Strauss bíboros            | Armin Mueller-Stahl  | Rajhona Ádám    |
| Claudio Vincenzi           | David Pasquesi       | Nagy Ervin      |
| Simeon atya                | Cosimo Fusco         | Rosta Sándor    |
| Valenti hadnagy            | Victor Alfieri       | Koncz István    |
| Ebner bíboros              | Curt Lowens          | Versényi László |